# Heinz Waaske

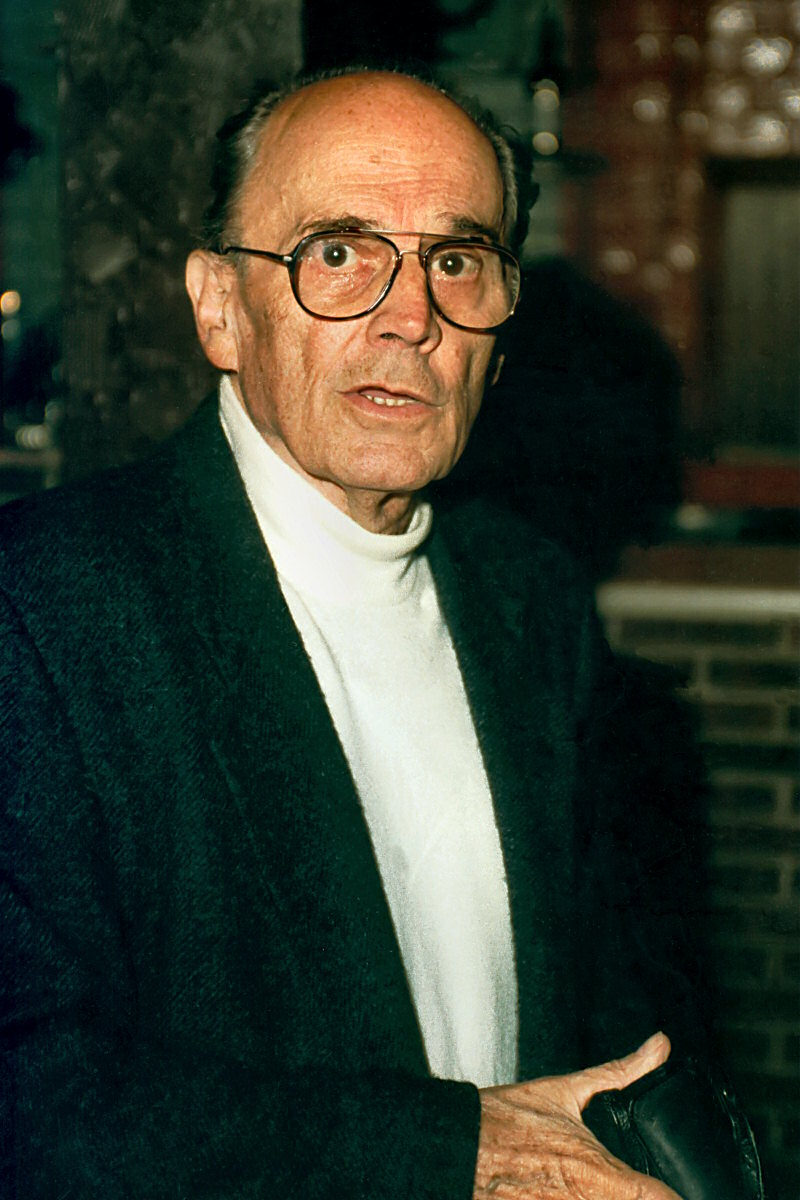
Heinz Waaske, 10. Juni 1995

Heinz Waaske (* 4. Oktober 1924 in Berlin; † 31. Juli 1995 in Braunschweig) war ein bedeutender deutscher Kamera-Konstrukteur. Die größte Bekanntheit unter seinen Konstruktionen erreichte die Rollei 35.

## Anfänge
Heinz Waaske ging bei Telefunken in der Sickingenstraße, Berlin-Moabit, als Feinmechaniker in die Lehre, die er nach drei Jahren im Jahr 1942 abschloss. Nach Wehrmacht, schwerer Verwundung und Kriegsgefangenschaft arbeitete er bei der Firma Krenzin in Berlin-Kreuzberg, wo er erstmals mit der Kameratechnik in Berührung kam, die ihn sofort überaus faszinierte. Von einem Ingenieurstudium, das er gerne absolviert hätte, sah er aus Kostengründen ab. Neben seiner Arbeit konstruierte er eine 16-mm-Kleinstbildkamera, deren Muster er 1948 zusammen mit den Zeichnungen für 3.000 DM an die Besatzer verkaufte.

## Bei Wirgin

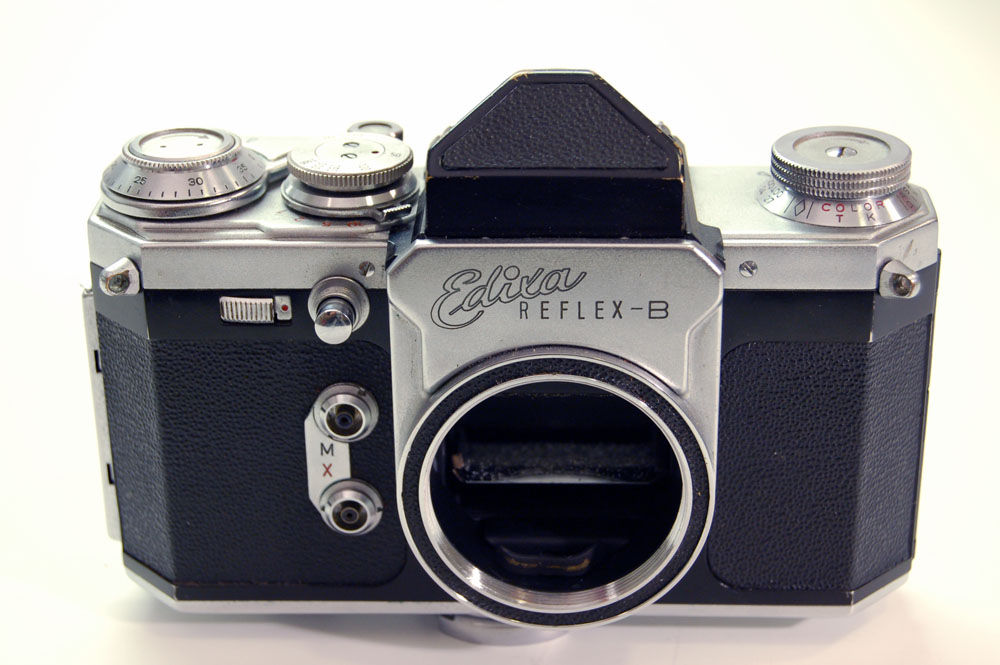
Edixa Reflex-B

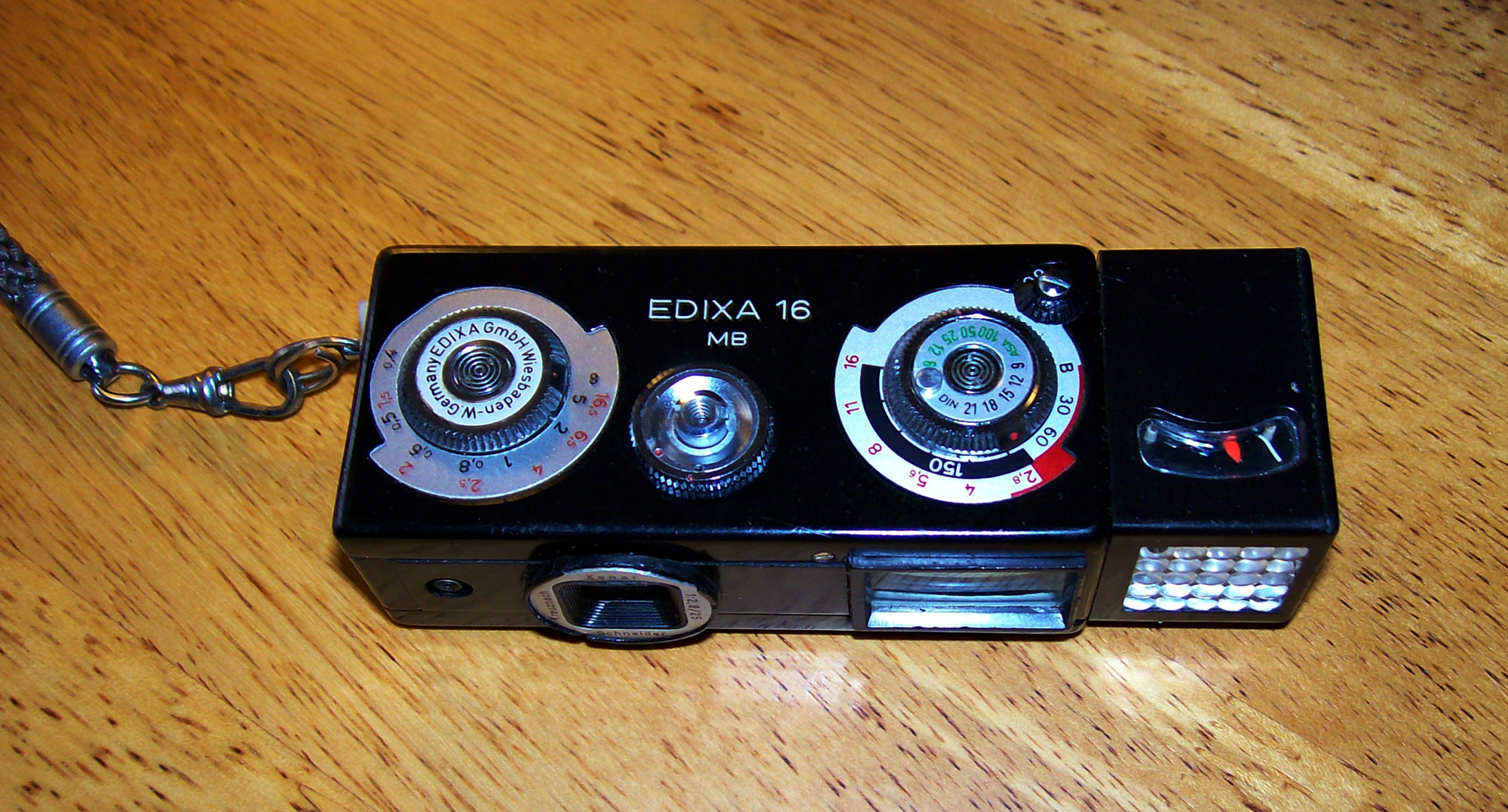
Wirgin Wiesbaden 16-mm-Kleinstbild-Kamera Edixa 16MB

Bereits 1948 wechselte Waaske zur Firma Gebrüder Wirgin, Wiesbaden. Dort begann er als Feinmechaniker, stieg dann aber sehr schnell zunächst zum Leiter der Versuchswerkstatt, dann zum Konstrukteur und schließlich zum Chefkonstrukteur auf. Zunächst verbesserte er die damals noch in der Produktion befindlichen 6×9-Klappkameras für Rollfilm, die nach einer kostengünstigeren Fertigung verlangten. Als Chefkonstrukteur ließ er seinem Vorschlag Ich werde jetzt eine Spiegelreflex-Kamera konstruieren die Edixa-Reflex für Kleinbildfilm folgen, mit der Wirgin zum Kreis der renommierten Spiegelreflex-Hersteller aufstieg. Waaske konstruierte auch sämtliche Nachfolgemodelle bis hin zur Edixamat Reflex und der Edixa-Electronica. Bei Wirgin nahm man aufgrund des großen Erfolgs sogar sämtliche Kleinbild-Sucherkameras aus dem Programm, mit Ausnahme der Stereokamera, die Waaske aus zwei Edixa I ebenfalls geschaffen hatte.
Für die Edixa 16 musste Waaske sogar einen Verschluss selber konstruieren, da die Zulieferer keinen ausreichend kleinen anbieten konnten. Es handelte sich um eine Kamera für die 16-mm-Filmpatronen von Rollei, die erheblich günstiger als das Pendant Rollei 16 angeboten werden konnte. Waaske erkannte dabei, dass sich die Kunden zwar eine kleine Kamera, aber kein kleines Filmformat wünschten, und konstruierte daraufhin eine möglichst kleine Kamera für die üblichen Kleinbildpatronen des Typs 135. Er fertigte in seinem Wohnzimmer die Zeichnungen an und ließ im Wirgin-Musterbau die Teile fertigen. Als er Heinrich Wirgin den fertigen Prototyp zeigte, bekam er lediglich zu hören: Da haben Sie für Ihre Entwicklung meine Zeit im Musterbau verbraten. Wirgin gab nämlich die Produktion von Fotogeräten auf und schloss seine Firma.
Nun waren Kamerakonstrukteure in jenen Jahren gesucht, Dr. Ludwig Leitz zeigte dennoch kein Interesse, Waaskes Entwurf zu fertigen. Bei Kodak erging es Waaske ebenso.

## Bei Rollei

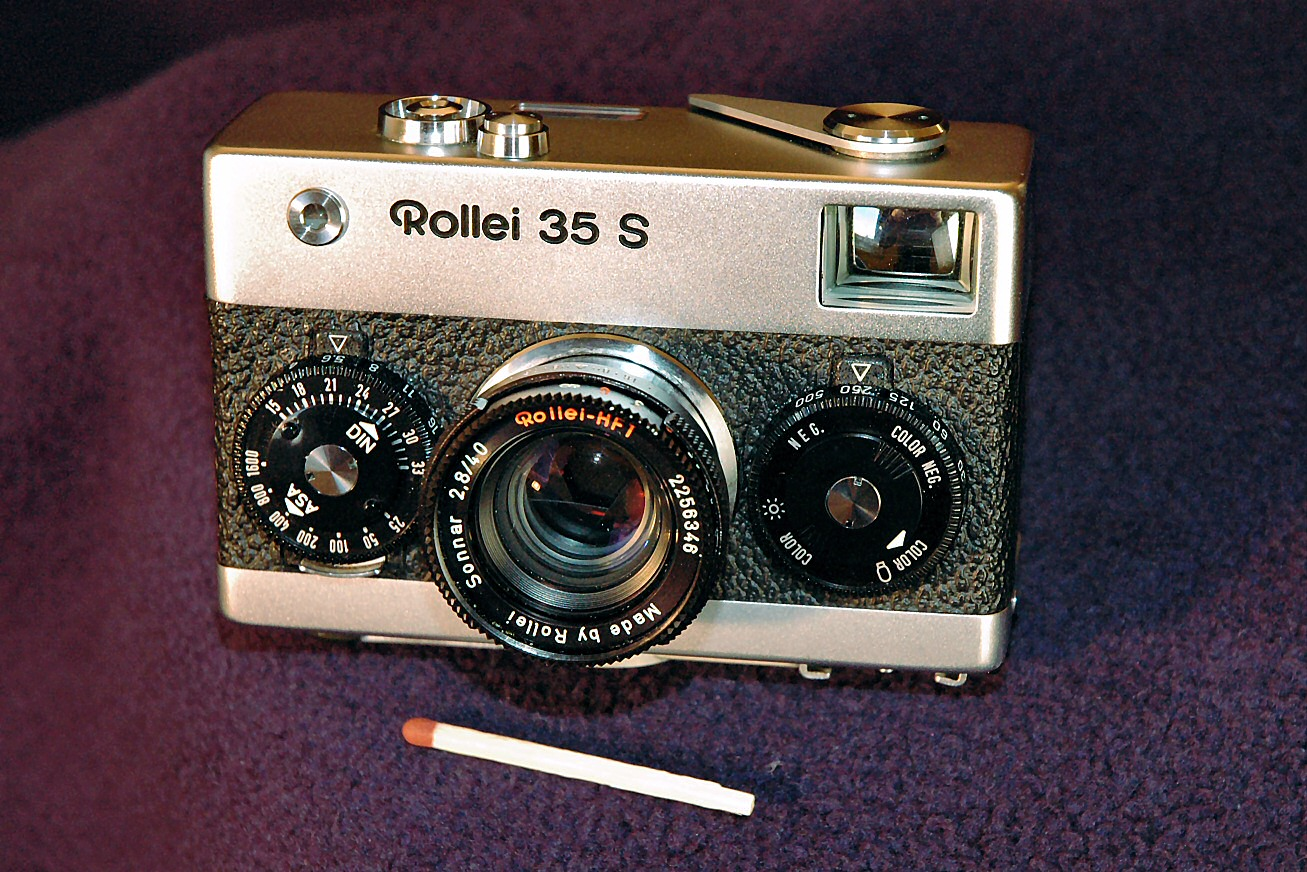
Rollei 35S

Heinz Waaske begann dann im Januar 1965 bei Rollei, wobei er seine kompakte Kleinbild-Kamera unerwähnt ließ. Der Entwicklungsleiter Richard Weiß übertrug ihm die Konstruktion der Rolleiflex SL 26 (siehe Rollei), welche er aber schon im März unterbrechen musste. Als er seine Taschenkamera vorführte, gab sich der Rollei-Chef Dr. Heinrich Peesel derart begeistert, dass Waaske sie sofort zur Serienreife weiterentwickeln musste. Auf der Photokina 1966 konnte der Welterfolg Rollei 35 dann vorgestellt werden. Im weiteren Verlauf entwarf Waaske dann unter anderem noch das Wechselmagazinsystem für Kleinbild-Spiegelreflexkameras, welches als Rolleiflex SL 2000 F in Serie ging. Es kamen Kameras für Instamatic- und Pocketfilm dazu.
Die letzte Kamerakonstruktion für Rollei war die Rolleimatic. Die Rolleimatic sollte die einfache Bedienung einer Instamatic-Kamera auch für Kleinbildfilm bieten, bei einer besseren Bildqualität. Waaske verließ Rollei auf eigenen Wunsch 1978 noch vor Markteinführung der Rolleimatic im Jahr 1980.

## Als selbstständiger Konstrukteur
Ab 1978 war Heinz Waaske als selbstständiger Konstrukteur in Braunschweig tätig, wobei er nicht nur Kameras, sondern beispielsweise auch Lautsprechersysteme für das Unternehmen Blaupunkt schuf. Die Arbeiten Waaskes zeichneten sich stets durch einen „technischen Minimalismus“ aus, bei dem geschickte Kombination weniger Bauteile ein Maximum an Funktion bei geringen Ausmaßen erreichte.
Waaskes Priorität galt der praktischen Verwendbarkeit seiner Konstruktionen. So stand er späten Sammlerausgaben der Rollei 35, die mit verschiedenen Edelmetallauflagen herauskamen, kritisch gegenüber. Sein Ziel war es eine kompakte, funktionelle Kamera für jedermann zu schaffen.
Angebote, militärisches Gerät zur Überwachung und Aufklärung zu konstruieren, lehnte Heinz Waaske ab. Nach seinen persönlichen Erfahrungen im Zweiten Weltkrieg war seine Ansicht: „Vom Krieg habe ich genug“.
Nach seinem Tod wurde in Braunschweig der Heinz-Waaske-Weg nach ihm benannt.

## Konstruktionen
Bei Wirgin:

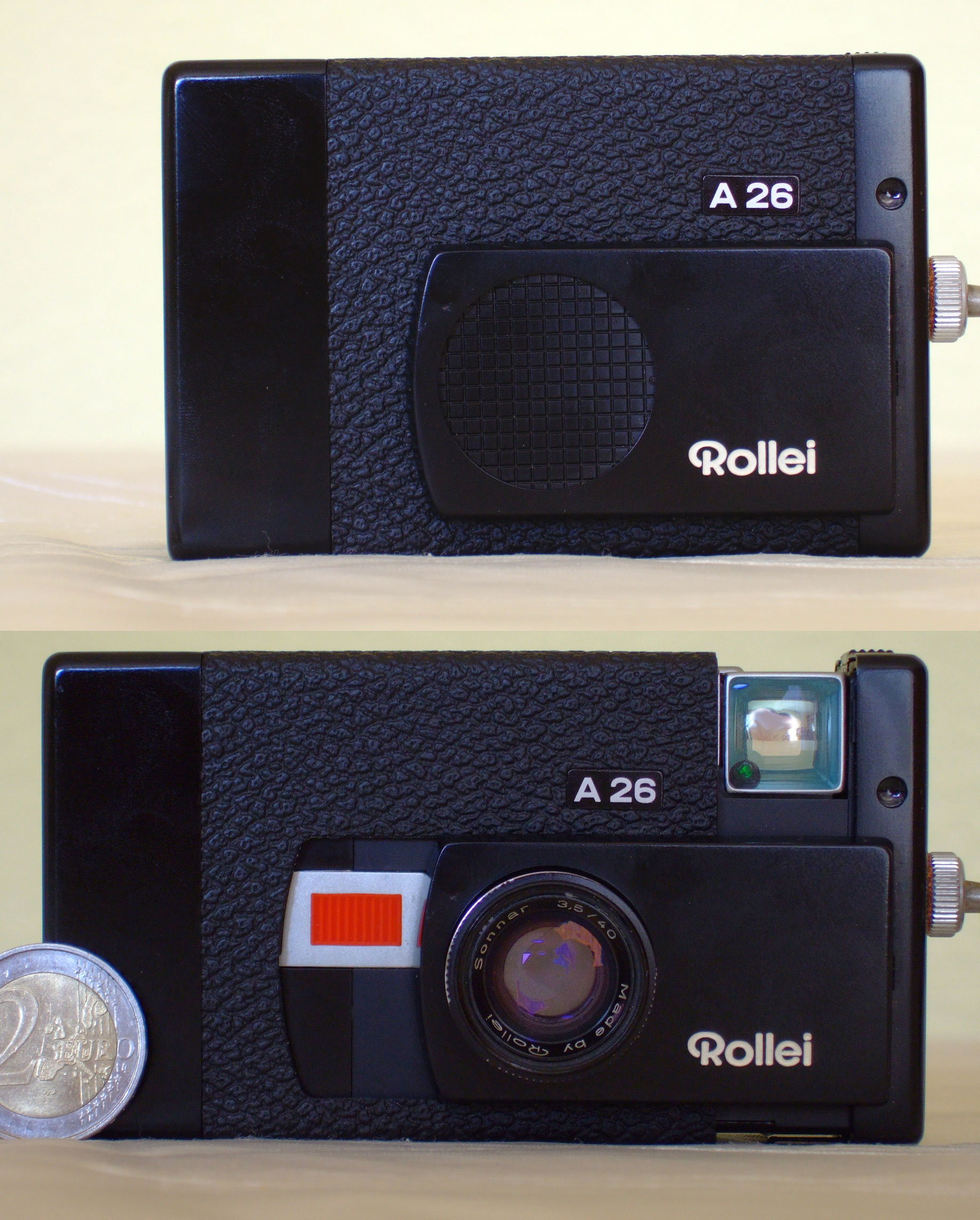
Rollei A26, für Instamatic Filmkassetten

- Kleinbildkameras: Edixa Reflex (zunächst als Komet), Edixa Electronica (sollte eigentlich als Motoric auf den Markt kommen), Edixa Stereo
- 16 mm Kleinstbild-Kameras:
  - Edixa 16, Edixa 16M, Edixa 16MB (schwarzes Modell) mit Schneider Kreuznach Xenar 2,8/25 mm Objektiv und deren Ableger:
    - Franka 16 mit Rodenstock Trinar 2,8/25 mm Objektiv und
    - Alka 16 mit Schacht Travegar 2,8/25 mm Objektiv

Bei Rollei:
- Kleinbildkameras:

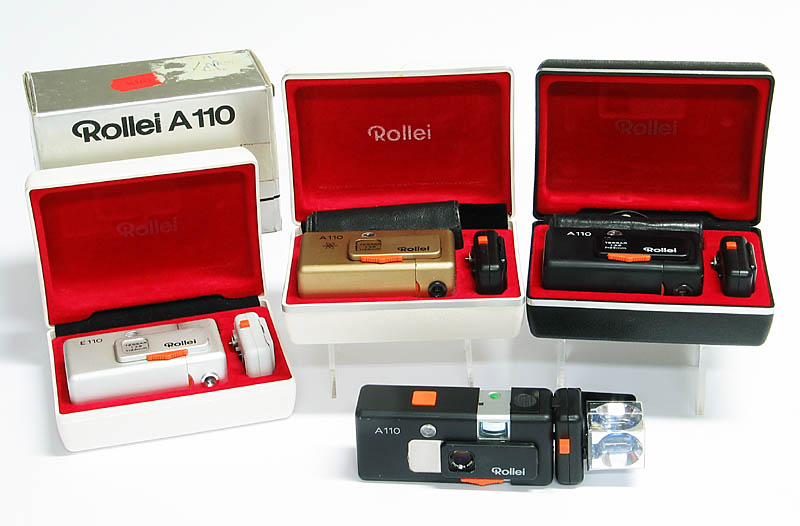
Rollei A110 Kameras für Pocketfilm

  - Rollei 35 mit Carl Zeiss Tessar 3,5/40 mm Objektiv und Compur-Verschluss (1/2s–1/500s)
  - Rollei 35S mit Carl Zeiss Sonnar 2,8/40 mm Objektiv.
  - Rolleimatic

- 110 „Pocket“ Film

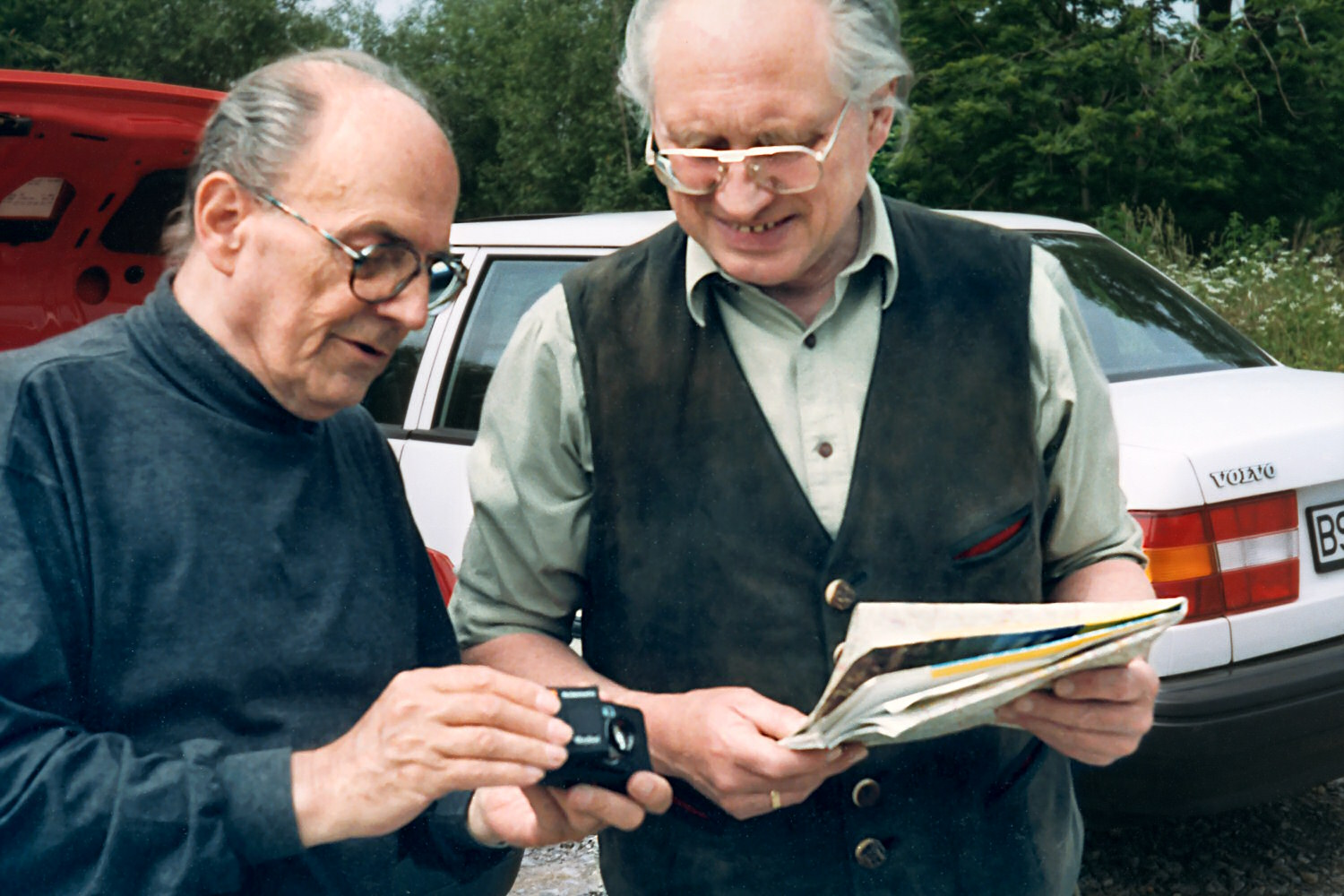
Heinz Waaske erklärt unterwegs die Rolleimatic, 8. Juni 1994

  - Rollei E110 Carl Zeiss Tessar 2,8/25 mm Objektiv
  - Rollei A110 Carl Zeiss Tessar 2,8/25 mm Objektiv
- 126 „Instamatic“ Film
  - Rollei A26, Carl Zeiss Sonnar 3,5/40 mm Objektiv

Als selbstständiger Konstrukteur:

Bedienung der Rolleimatic

- 1978 Hochkompakte Mittelformatkamera (4,5 × 6 cm) für Minox
- 1981
  - Kleinbild-Spiegelreflexkamera mit Wechselmagazin
  - Hochkompakte Kleinbild-Messsucher Kamera mit Wechseloptik für Minox
  - Filmkassette für ein Zeiss Mikroskopsystem
- 1984 div. Arbeiten für Blaupunkt
- 1987 Robot-Raumüberwachungskamera
- 1990 automatische Raumsicherungskamera